# دوغالد كامبل باترسون
دوغالد كامبل باترسون هو شخصية أعمال ومهندس كندي، ولد في 2 يناير 1860، وتوفي في 25 يونيو 1931.